# Afrikaanse doornstaartagame
De Afrikaanse doornstaartagame (Uromastyx acanthinura) is een hagedis uit de familie agamen (Agamidae).

## Naam en indeling
De wetenschappelijke naam van de soort werd voor het eerst voorgesteld door Thomas Bell in 1825. De wetenschappelijke naam wordt soms abusievelijk als Uromastyx acanthinurus geschreven. Deze soort is alleen van sommige andere (onder)soorten te onderscheiden door het tellen van bepaalde schubbenrijen op het lichaam.

## Uiterlijke kenmerken
De Afrikaanse doornstaartagame wordt ongeveer 70 centimeter lang. De basiskleur van deze gedrongen hagedis is meestal donkergrijs tot zwart, maar op de rug en flanken zitten vaak zoveel kleine ronde rode vlekjes dat de donkere kleur geheel wegvalt. Soms zijn deze vlekjes geel of groen, en bedekken ze alleen de flanken. De kop is erg rond en stomp en duidelijk afgesnoerd van het lichaam door de relatief lange nek. Hierdoor heeft de agame een beetje een schildpad-achtige kop, door de langere nek kan de doornstaartagame beter om zich heen kijken om prooien en vijanden in de gaten te houden. De poten en kop hebben vaak ook ronde vlekken maar zijn overwegend zwart. De staart heeft een aantal kenmerken: kort, sterk gesegmenteerd, erg plat, stekelig en breder dan de kop. De kleuren vervagen met de jaren en heel oude exemplaren zijn overwegend zwart. Hun kleur is ook wel afhankelijk van de omgevingstemperatuur.

## Leefwijze
Het voedsel bestaat bij jonge dieren uit insecten en plantendelen, maar na enige tijd worden ze vrijwel volledig vegetarisch. Met name bladeren, bloemen, bessen en vruchten worden gegeten.
Het is een typische bodembewoner die in nood snel in een boom kan schieten maar verder niet graag klimt. De doornstaartagame laat zich opwarmen door de zon maar op het heetst van de dag wordt het zelfs deze woestijnbewoner te veel en kruipt hij weg om te rusten. Ter afschrikking van carnivore belagers kunnen ze hun hol afsluiten door middel van de dikke staart en ze kunnen hun lichaam vol lucht blazen. Bij bedreiging kunnen ze met de staart rake klappen uitdelen, maar bijten kan ook. De dieren zijn erg territoriaal ingesteld en zullen hun territorium dan ook fel verdedigen.

## Voortplanting
Een legsel bestaat 20 tot 30 eieren per legsel, dat ingegraven wordt in zijkamers van hun hol.

## Verspreiding en habitat
De Afrikaanse doornstaartagame komt voor in delen van noordelijk Afrika en leeft in de landen Mali, Tsjaad, Niger, Soedan, Marokko, Libië, Egypte, Tunesië, Algerije en mogelijk in Mauritanië. De habitat bestaat uit warme en droge gebieden zoals halfwoestijnen en droge graslanden, zelfs in delen van de Saharawoestijn. Als een van de weinige soorten hagedissen komt deze soort zelfs voor in gebieden zonder hogere vegetatie.